# Paul Zeiller

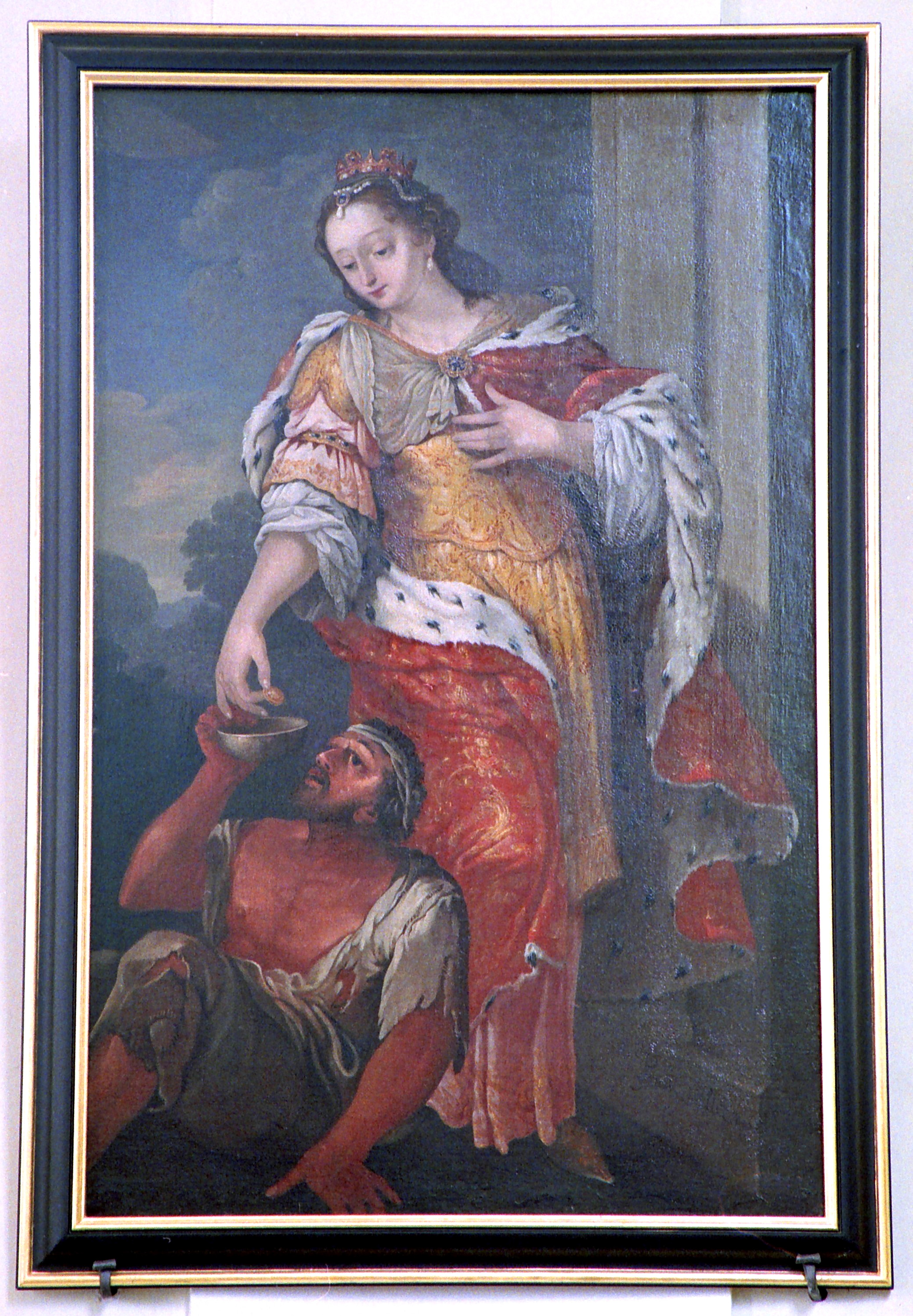
Hl. Elisabeth von Thüringen in Biberwier

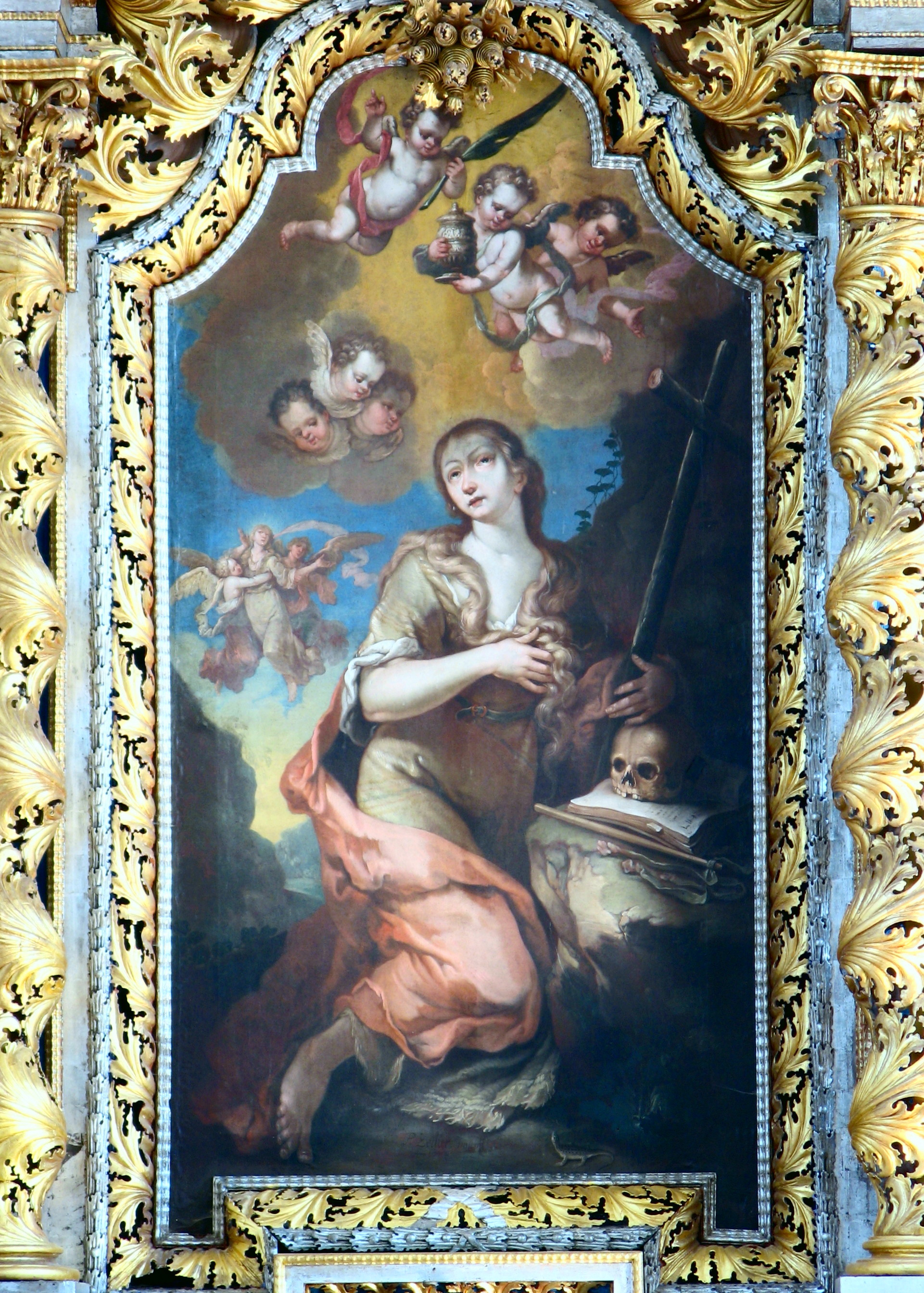
Hl. Maria Magdalena in St. Alban in Görwangs

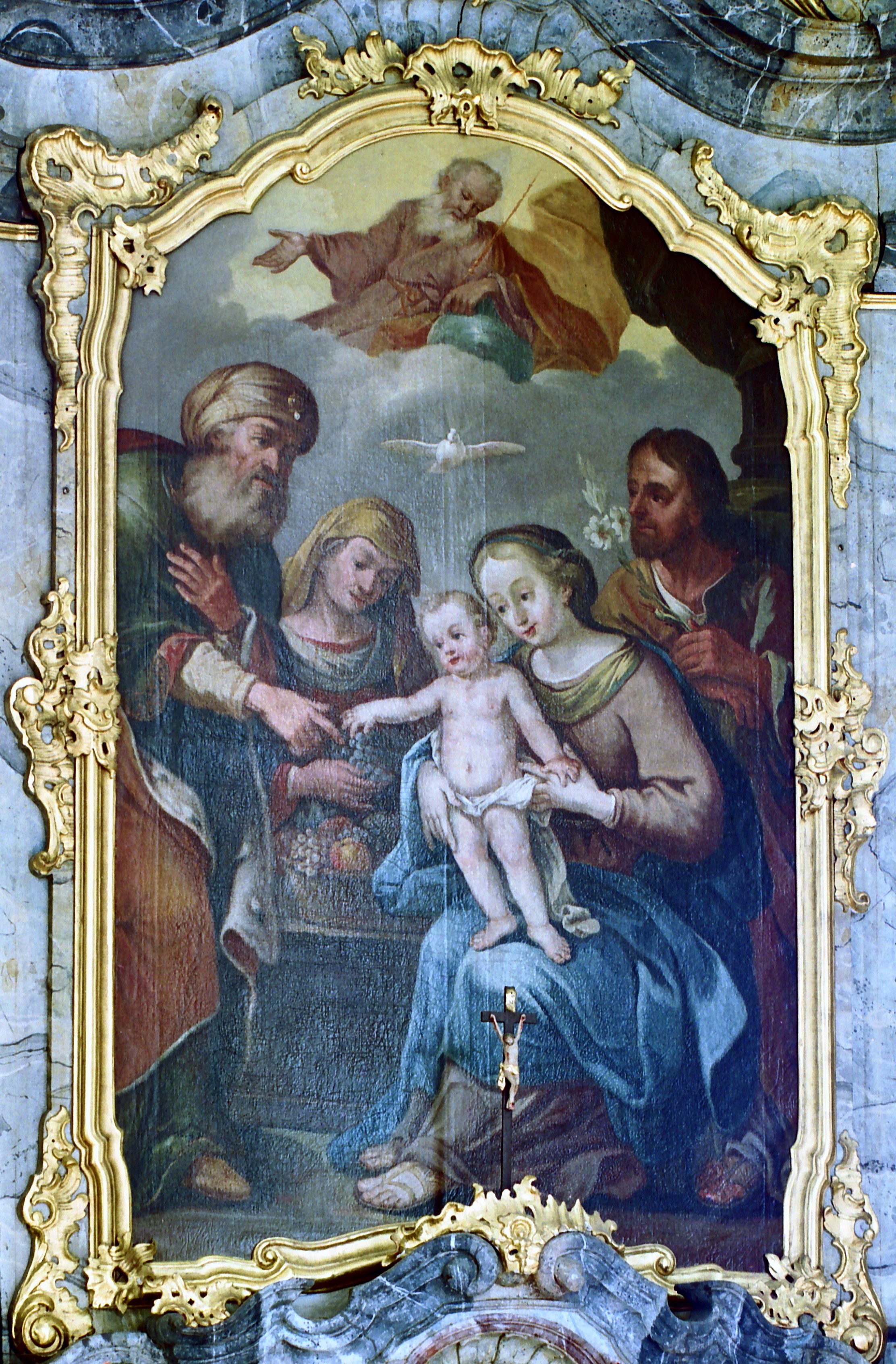
Hl. Sippe in der Wallfahrtskirche Maria Rain

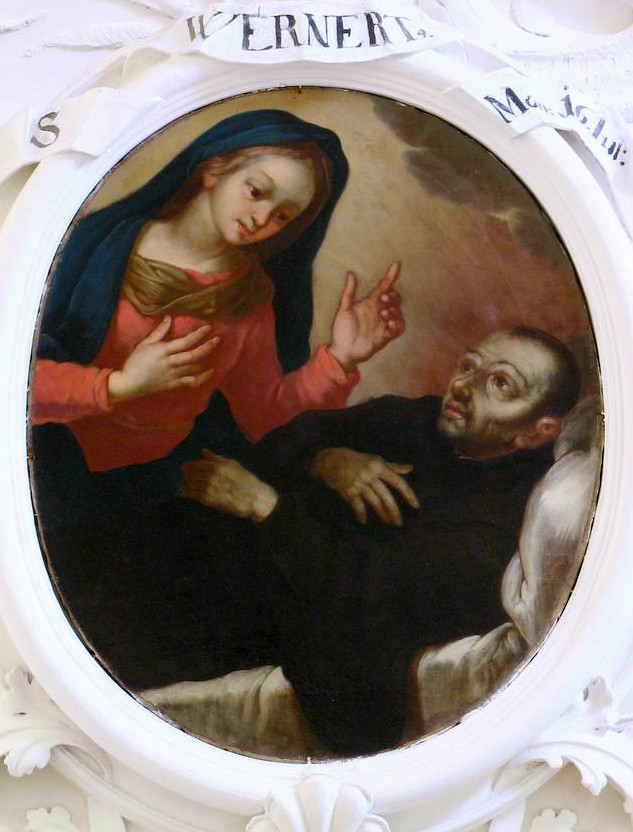
Bild im Kapitelsaal des Klosters St. Mang in Füssen

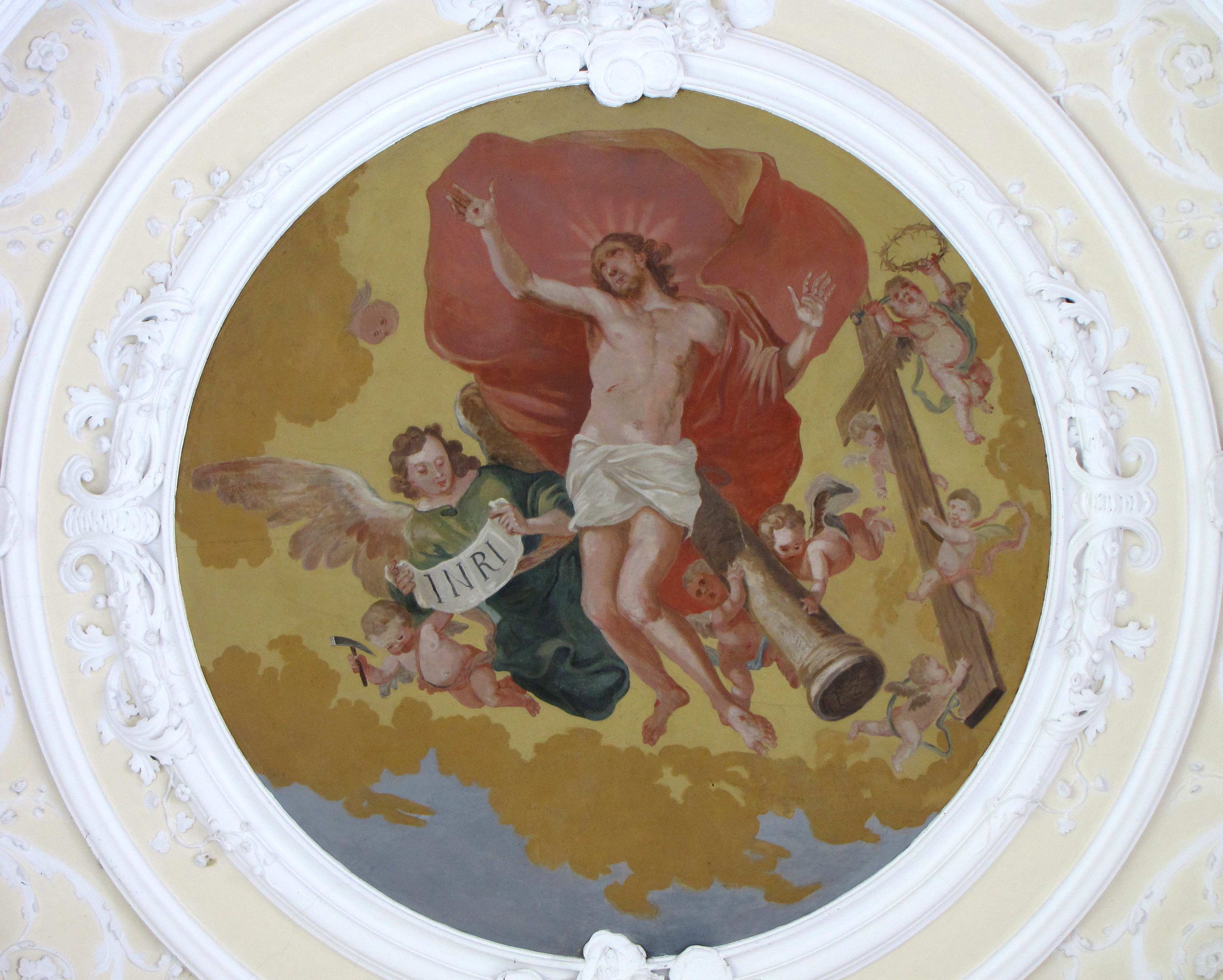
Chorbild in der Auferstehungskirche von Breitenwang

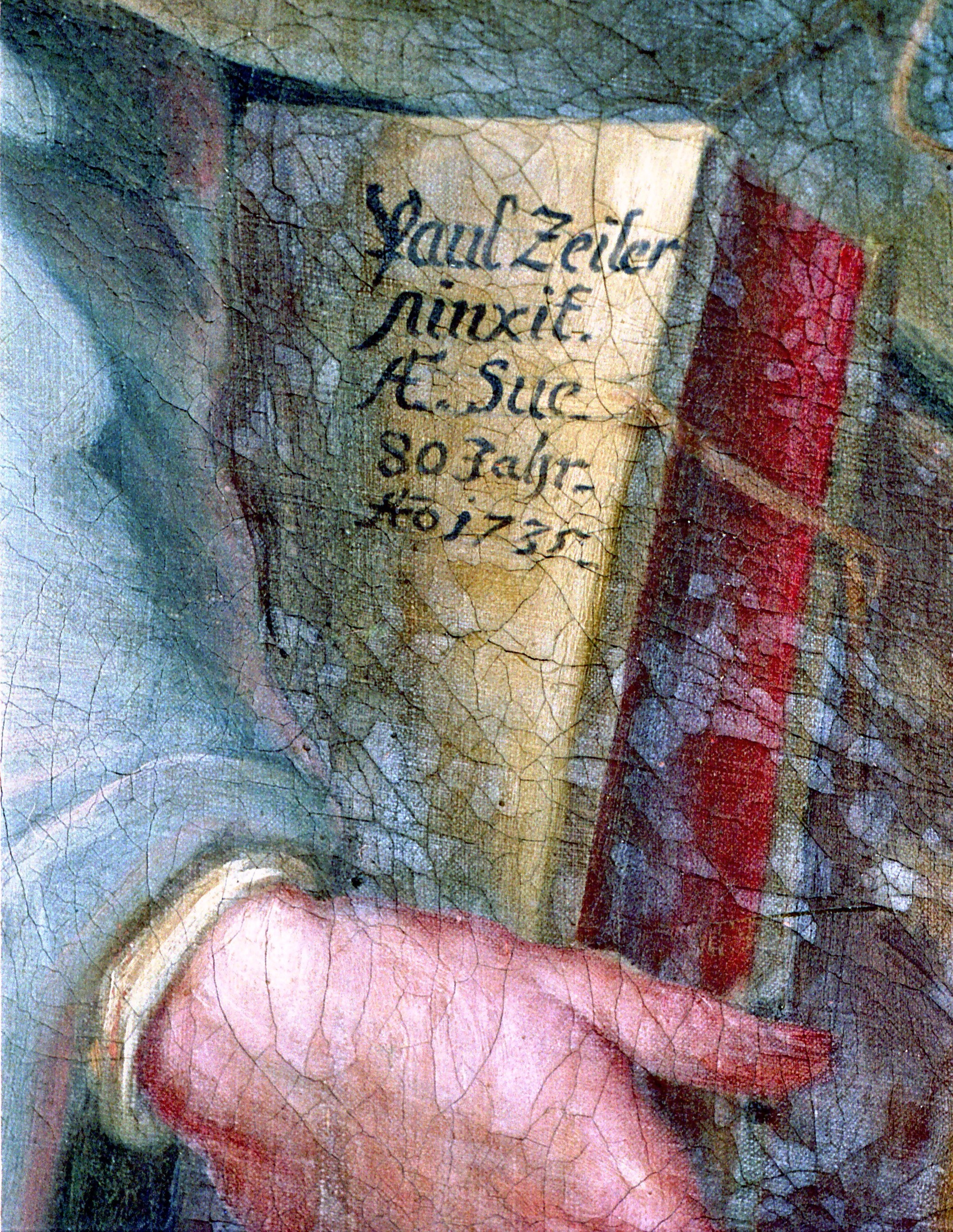
Signatur von Paul Zeiller in der Pfarrkirche von Berwang

Paul Zeiller (auch Zeiler; * 21. August 1655 in Reutte; † 19. August 1738 ebenda) war ein österreichischer Barockmaler. Ab 1692 betrieb er in Reutte eine Werkstatt (später auch „Malschule“), in der auch sein Sohn Johann Jakob Zeiller (1708–1783) und sein entfernter Verwandter Franz Anton Zeiller (1716–1794) ihren ersten Zeichen- bzw. Malunterricht erhielten. Nach Zeillers Tod 1738 führte sein Schwiegersohn Johann Balthasar Riepp die Werkstatt weiter.

## Familie und Ausbildung
Familienmitglieder der Zeiller standen schon seit Generationen in Diensten für Kaiser und Landesfürsten, so auch Paul Zeillers jüngerer Bruder Bernhard als Kammerdiener am Hofe Kaiser Karls VI. in Wien.
Paul Zeiller war das fünfte von neun Kindern des Christoph Zeiller (* 1627). Nach einer höheren schulischen Ausbildung soll Paul angestrebt haben, später einmal Geistlicher zu werden. Um 1675 verwarf er jedoch diesen Plan und begab sich nach Florenz, wo er mehrere Jahre als „Präceptor oder Hofmeister“ am Hof der Medici wirkte.
Dort begegnete er dem Hofmaler Livio Mehus (1630–1691) und sah diesem öfter bei der Arbeit zu. Dies wiederum erweckte in ihm „eine starke Neigung zur Kunst“. Nach erfolgreichen Zeichen- und Malversuchen quittierte Zeiller den Dienst am Hof und widmete sich ganz der Malerei. Er verblieb noch einige Zeit bei Mehus und soll sich danach 16 Jahre lang in Rom aufgehalten haben. Dies trifft aber nicht zu, jedenfalls nicht in vollem Umfang. Denn für das Jahr 1682 besteht der sichere Nachweis, dass sich Zeiller damals in Augsburg weiterbildete. Als Lehrmeister kommt dort insbesondere Johann Georg Knappich (1637–1704) infrage. Anschließend allerdings weilte Zeiller tatsächlich in Rom, wo es ihm so gut gefiel, dass er ständig in der Ewigen Stadt zu bleiben gedachte.
Weil seine sterbenskranke Mutter ihn noch einmal sehen wollte, kehrte Paul Zeiller 1692 nach Reutte zurück. Er hatte ernsthaft vor, nur kurz zu bleiben, änderte dann jedoch spontan seine gesamte Lebensplanung: Am 18. Mai 1692 heiratete er in Breitenwang die Regina Jäger, und beim Tod der Mutter am 13. September 1692 stand wohl längst fest, dass er nun sein künftiges Leben in Reutte verbringen wollte. Aus der ersten Ehe Zeillers gingen drei Kinder hervor. Kurz nach der Geburt des dritten Kindes verstarb am 14. Mai 1698 seine junge Frau. Die Umstände zwangen den Witwer mit drei kleinen Kindern, rasch eine neue Ehe zu schließen. Bereits am 24. November 1698 verheiratete er sich zum zweiten Mal, diesmal mit Anna Kurz. Am 26. September 1699 kam die Tochter Anna Maria zur Welt, die spätere Ehefrau des Malers Balthasar Riepp. Fünf weitere Kinder folgten, darunter Johann Jakob (* 8. Juli 1708), der als einziger von den Söhnen Paul Zeillers „einen starken Hang zur Malerei“ zeigte.
Bislang unbestätigt ist die von Leu berichtete Ernennung Zeillers zum kaiserlichen Hofmaler. Sicher ist jedoch, dass Paul Zeiller im Jahr 1710 mit dem Amt des Bürgermeisters von Reutte betraut wurde. Im Gegensatz zu anders lautenden Berichten soll er seine Amtspflichten gewissenhaft wahrgenommen haben.
Zeiller hinterließ eine große Fülle von Werken, darunter auch drei Kreuzwegzyklen, die in der Zeit zwischen 1733 und bis zu seinem Todesjahr 1738 entstanden sind. Das große Hochaltarblatt für die Pfarrkirche von Berwang bezeugt durch die Signatur sein wahres Alter: „Paul Zeiller hat es gemalt in seinem 80. Lebensjahr 1735“. Somit wurde er 1655 und nicht wie bisher angenommen 1658 geboren (der Nachtrag des Taufdatums 21. August im Taufbuch der Pfarre Breitenwang erfolgte erst im Jahr 1658).

## Praktik und Stilistik
Im Gegensatz zu manchen Barockmalern, die sich anhand von Druckgraphiken den Bildfindungsprozess erleichterten oder ganz ersparten, erdachte sich Zeiller meist selbst seine Bildkompositionen. So gefundene figurale Konzeptionen kehren dann bei titelgleichen Darstellungen variiert wieder. Stil und Maltechnik bleiben dabei innerhalb eines Zeitraums von vier Jahrzehnten praktisch unverändert. Stilistisch blieb Zeiller seinem Lehrer Livio Mehus und einem speziellen Augsburger Lokalstil verpflichtet.
Paul Zeiller betätigte sich zudem ausschließlich als Tafelmaler. In diesem Metier besaß er auch das uneingeschränkte Können. Er beherrschte weder die anspruchsvolle Technik des Freskos noch dessen Untersichtigkeit. Sein einziger bekannter Versuch, am Plafond zu malen, ist in der Auferstehungskirche von Breitenwang erhalten geblieben. Die acht kleinformatigen, stuckumrahmten Bilder in Temperamaltechnik sind alle in tafelbildartiger Form gefertigt.
In den letzten Jahren des 17. Jahrhunderts richtete Paul Zeiller in seiner Werkstatt eine Tafelmalerschule ein, die bald auch Schüler nach Reutte zog – viele und einige gute. Bei der Ausbildung stand stets die handwerkliche Fertigkeit im Vordergrund.

## Werkverzeichnis
Alle frühen, vor 1695 entstandenen Werke sind verschollen. Die vielen, in aller Regel auf Leinwand gemalten späteren Bilder können hier nicht einzeln aufgeführt werden. Genannt werden nur die wichtigsten Arbeiten mit Standort und Entstehungsjahr. Nur zum Teil befinden sie sich noch „in situ“, also am ursprünglichen Ort, manche wurden durch Renovierungen entstellt, wieder andere gingen verloren.
- 1695: Biberwier, Pfarrkirche, zwei ehem. Seitenaltarblätter
- Um 1698/99: Sonthofen, Friedhofskapelle St. Sebastian und Afra, ehem. Hochaltarblatt
- 1699: Oberstdorf, Pfarrkirche, Hochaltarblatt mit Auszugsbild
- 1699: Aitrang, Pfarrkirche, ehem. Hochaltarblatt
- 1702: Breitenwang, Dekanatspfarrkirche, vier Altarbilder
- 1704: Wängle, Pfarrkirche, zwei Hochaltarblätter
- 1704: Aitrang-Görwangs, Wallfahrtskirche, Altarblätter
- 1705: Stadtpfarrkirche Vils, Altarbilder
- 1707: Oy-Mittelberg, Wallfahrtskirche Maria-Rain, Altarblätter
- 1707/08: Schöllang, Burgkirche, zwei Altarblätter und Auszugsbilder
- 1710/11: Nesselwang, ehem. Pfarrkirche, Altarblätter
- 1712: Markdorf, Spitalkirche, Altarblätter und Emporenbilder
- 1713/14: Breitenwang, Dekanatspfarrkirche, Emporenbilder
- 1714: Bayerniederhofen, Pfarrkirche, Hochaltarblatt
- Um 1715: Füssen-Weißensee, Pfarrkirche, Hochaltarblatt und Auszugsbild
- 1716–1728: Füssen, ehem. Benediktinerabtei St. Mang, Kapitelsaal, 29 Hochovalbilder
- 1717–1728: Ottobeuren, Benediktinerabtei, Klausur, unbekannte Zahl von Hochovalbildern (47 erhalten)
- 1719: Rückholz, Pfarrkirche St. Georg, Hochaltarblatt
- Zwischen 1720 und 1725: Innsbruck-Wilten, Pfarramt, zwei Tafelbilder
- 1724: Tannheim, Pfarrkirche, zwei Seitenaltarblätter
- 1724/25: Lana-Gagers, Kapelle, zwei Seitenaltarblätter
- Zwischen 1724 und 1728: Breitenwang, Auferstehungskirche, acht Deckengemälde in Temperamaltechnik
- Um 1725: Füssen-Weißensee, Pfarrkirche, zwei Seitenaltarblätter und Auszugsbilder
- 1728: Füssen, Filialkirche St. Sebastian, Seitenaltarblatt und Auszugsbild
- 1730: Holzen, ehem. Benediktinerinnenkloster, Tafelbild
- Um 1730: Füssen, Franziskanerkloster, 10 Hochovalbilder
- Um 1730: Tarrenz-Obtarrenz, Kapelle, Choraltarblatt
- Zwischen 1732 und 1738: Bichlbach-Lähn, Pfarrkirche, 14 Kreuzwegstationen
- Zwischen 1732 und 1738: Vils, Pfarrkirche, 14 Kreuzwegstationen
- Zwischen 1732 und 1738: Elbigenalp, Pfarrkirche, 14 Kreuzwegstationen
- 1735: Berwang, Pfarrkirche, ehem. Hochaltarblatt
- 1736/37: Reutte, Franziskanerkloster, Tafelbilder

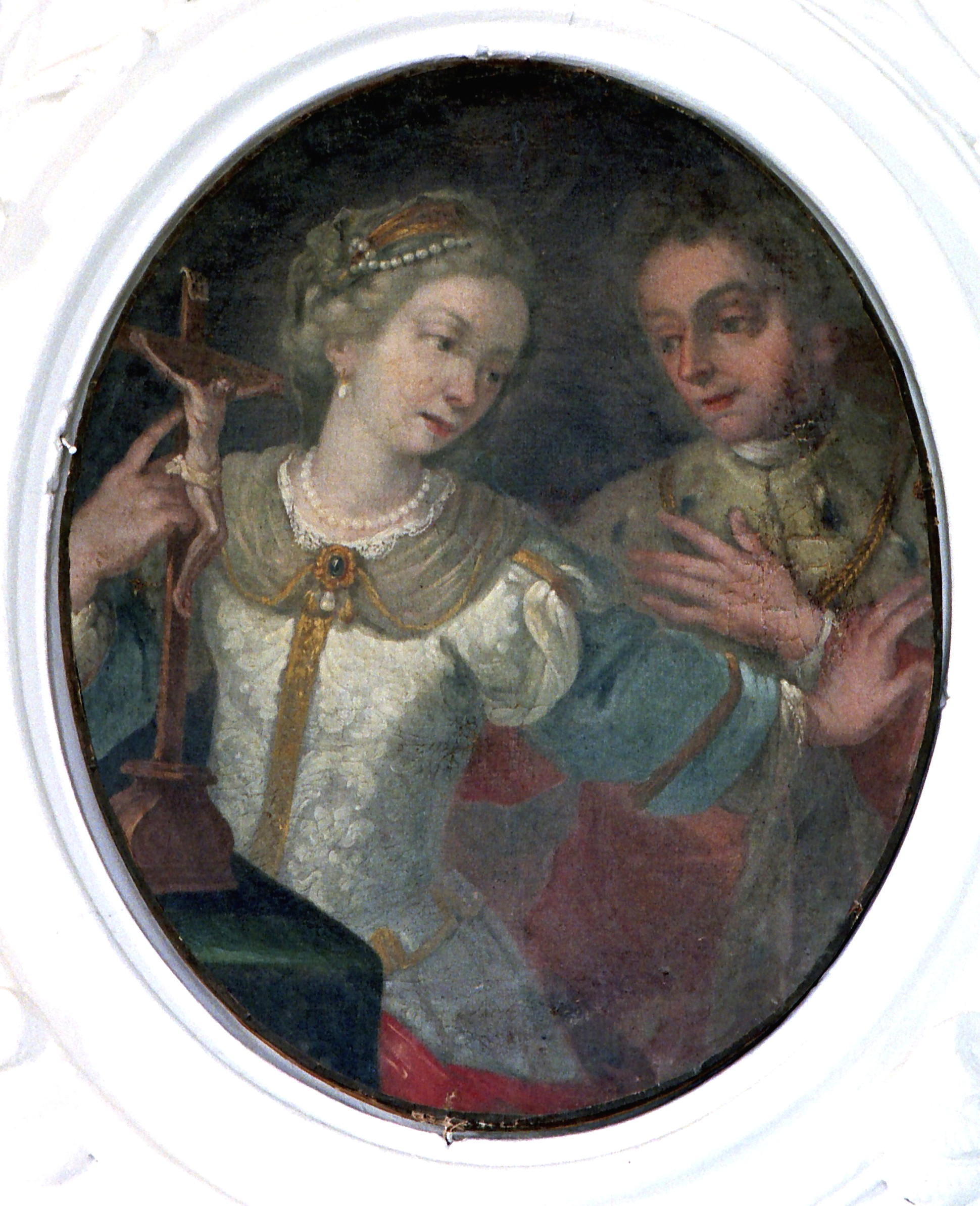
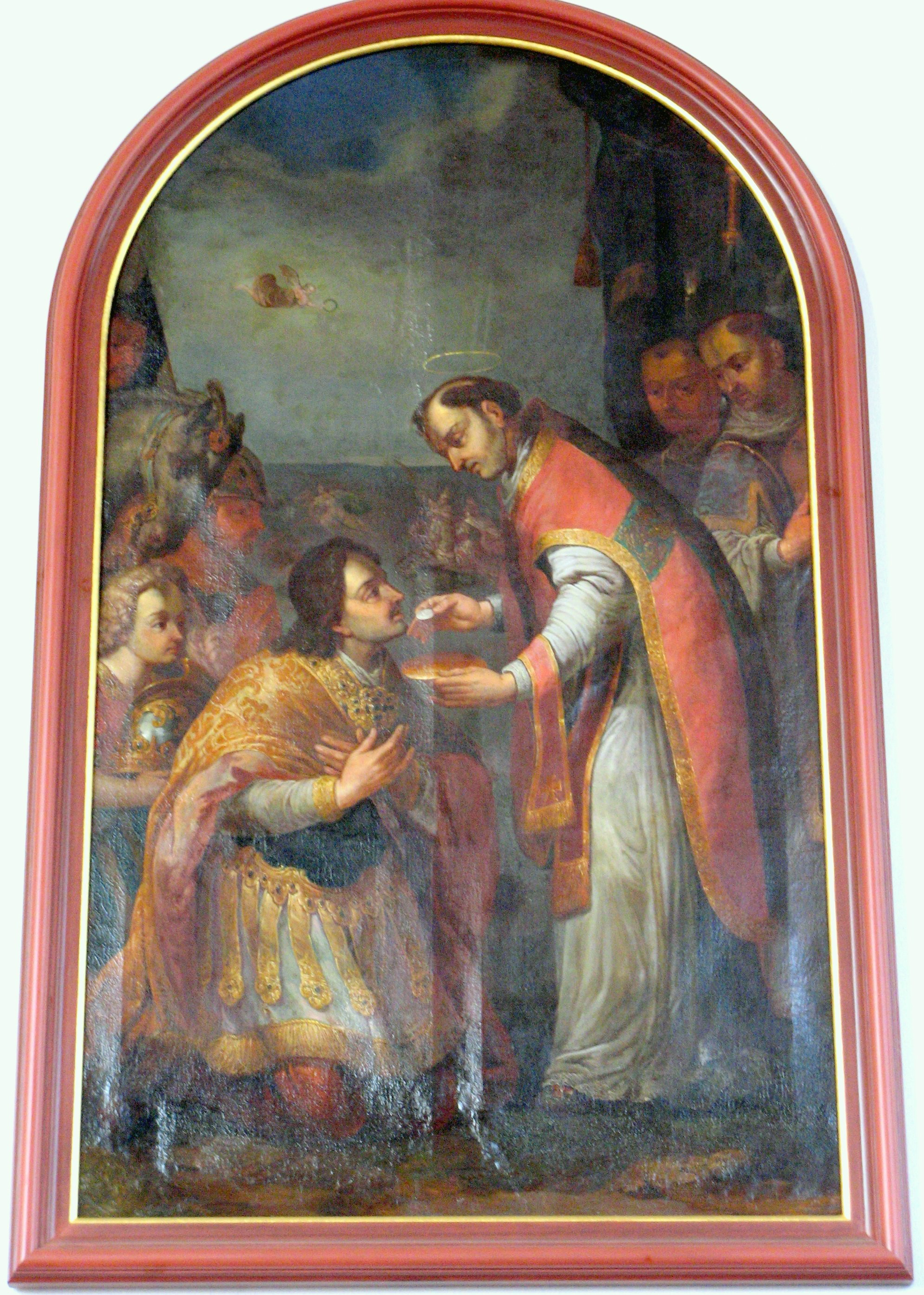
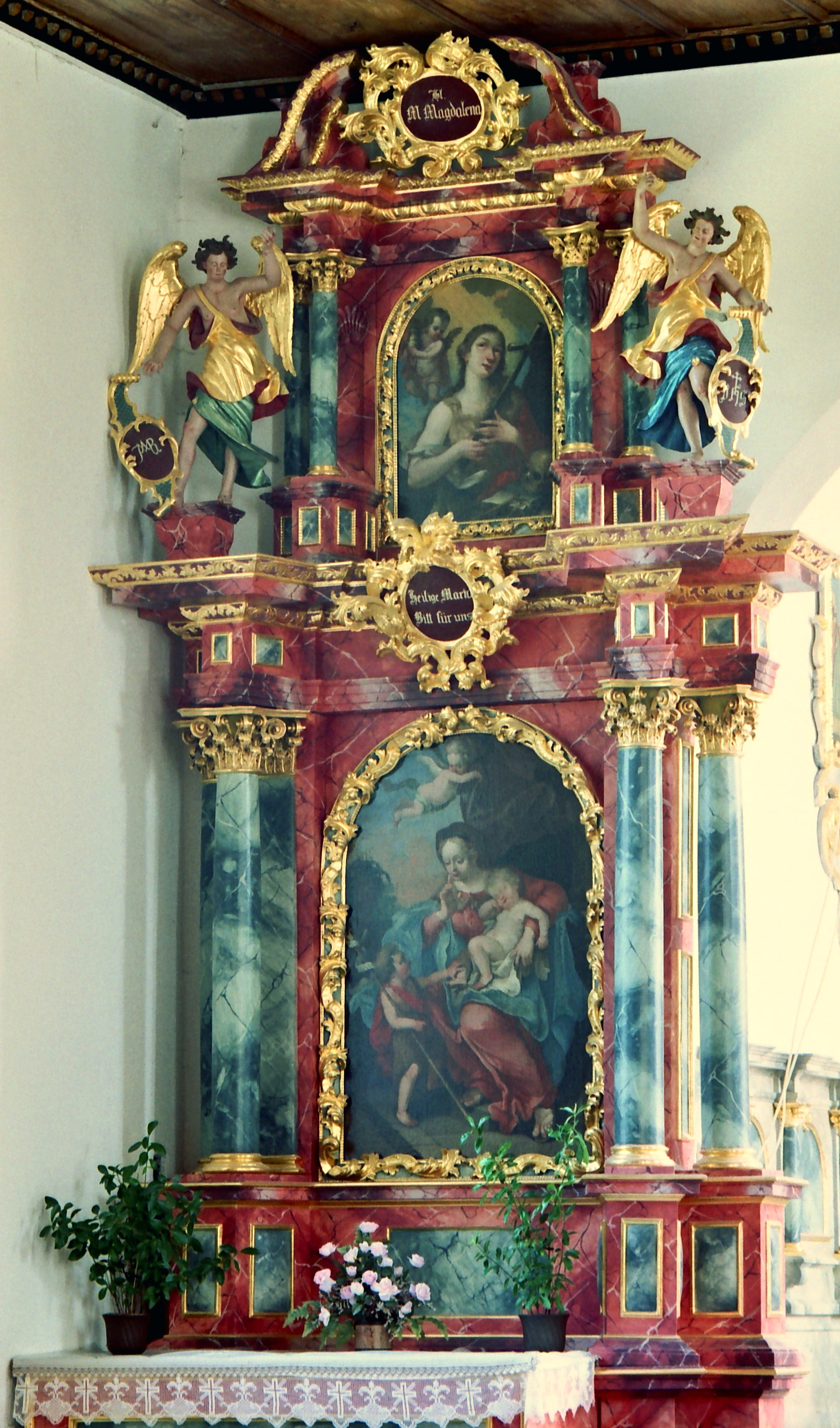
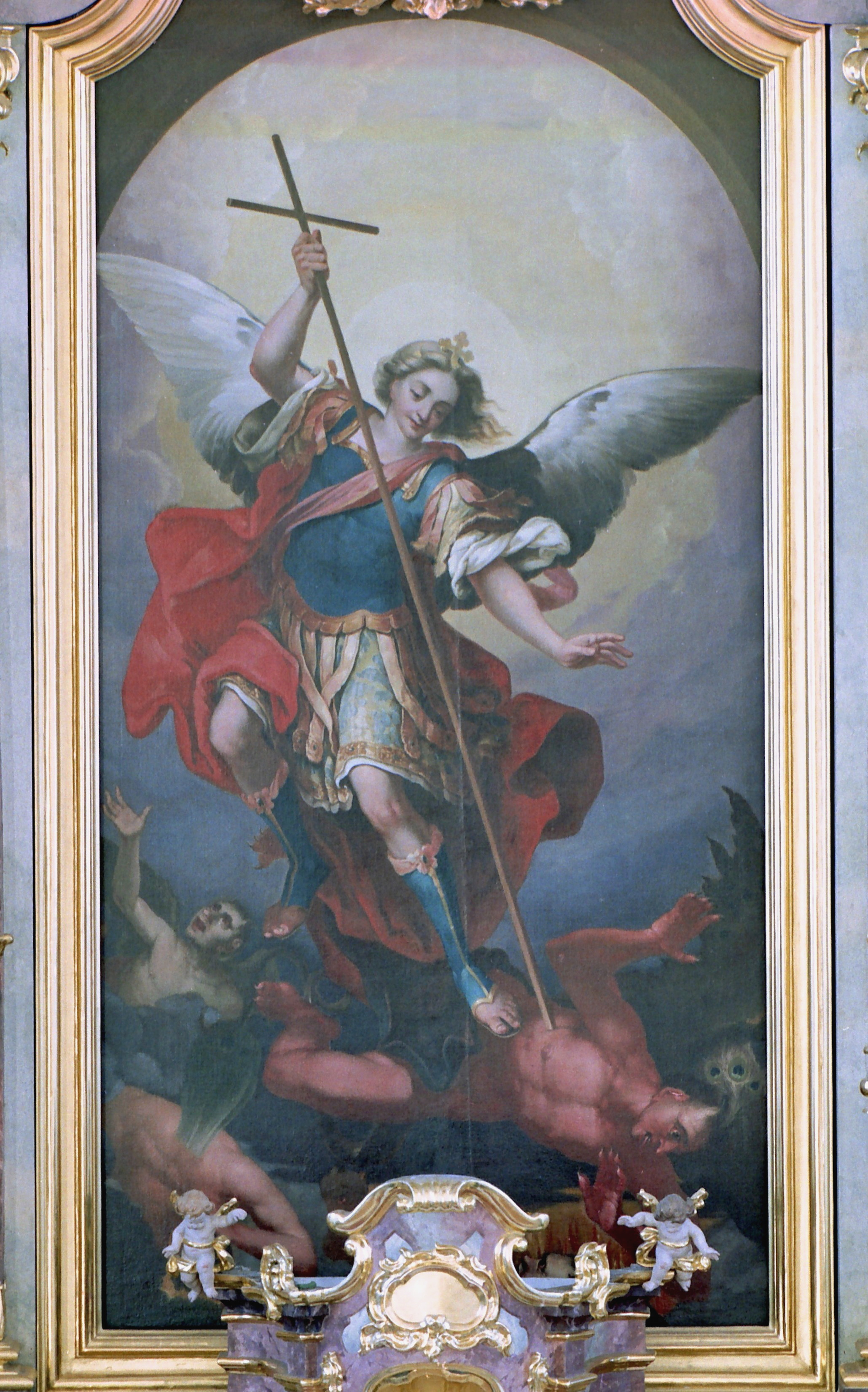
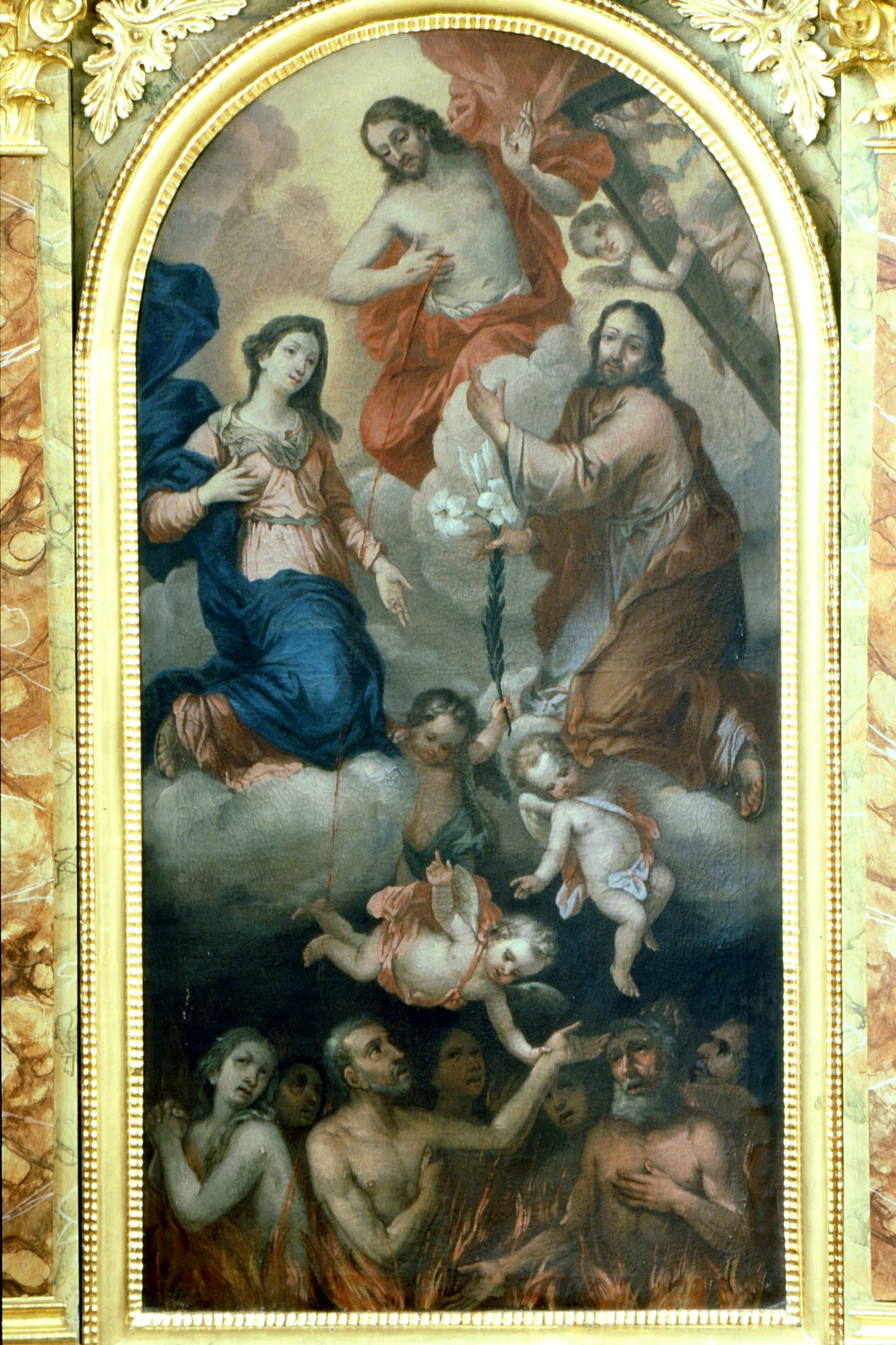
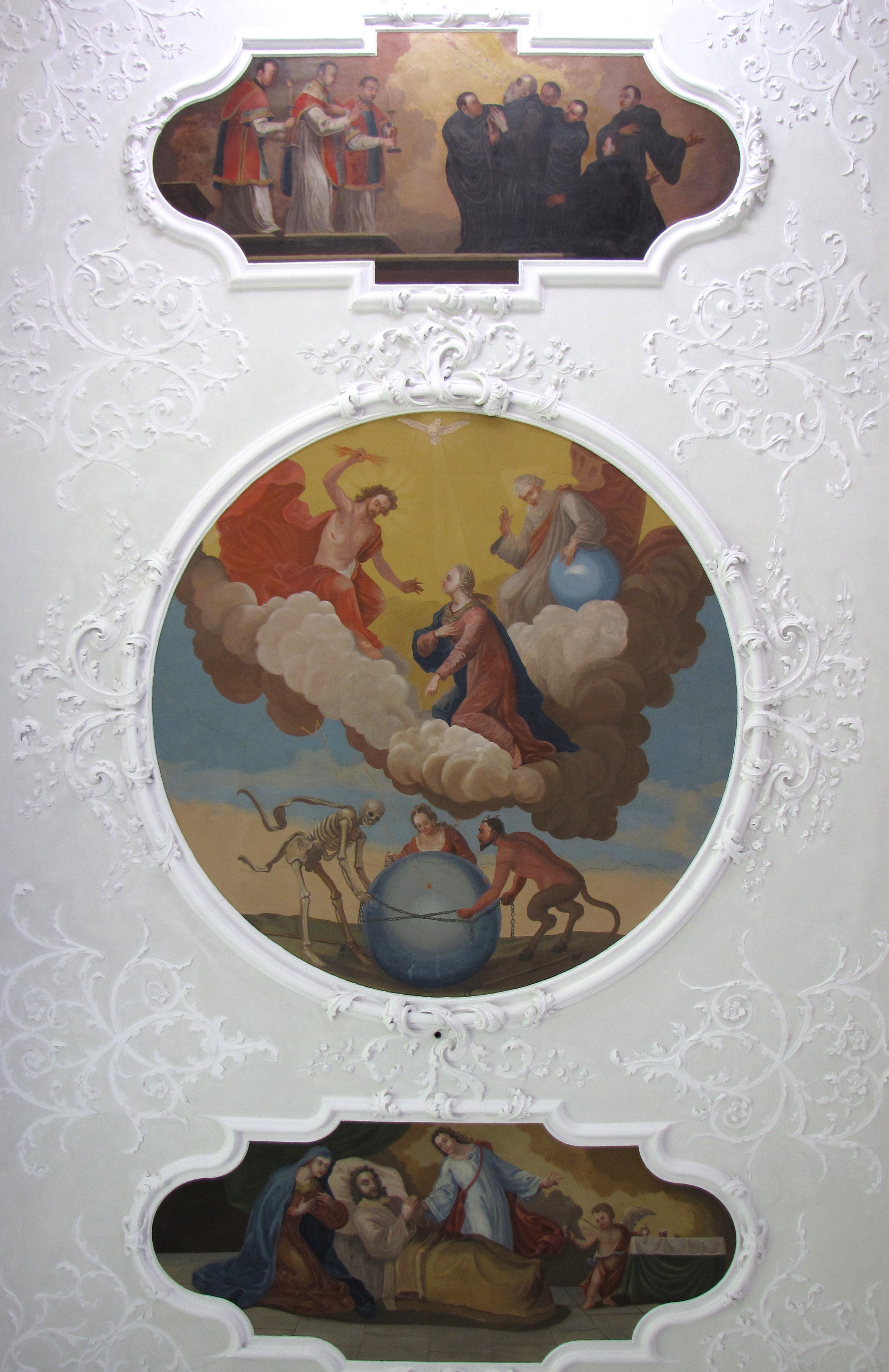
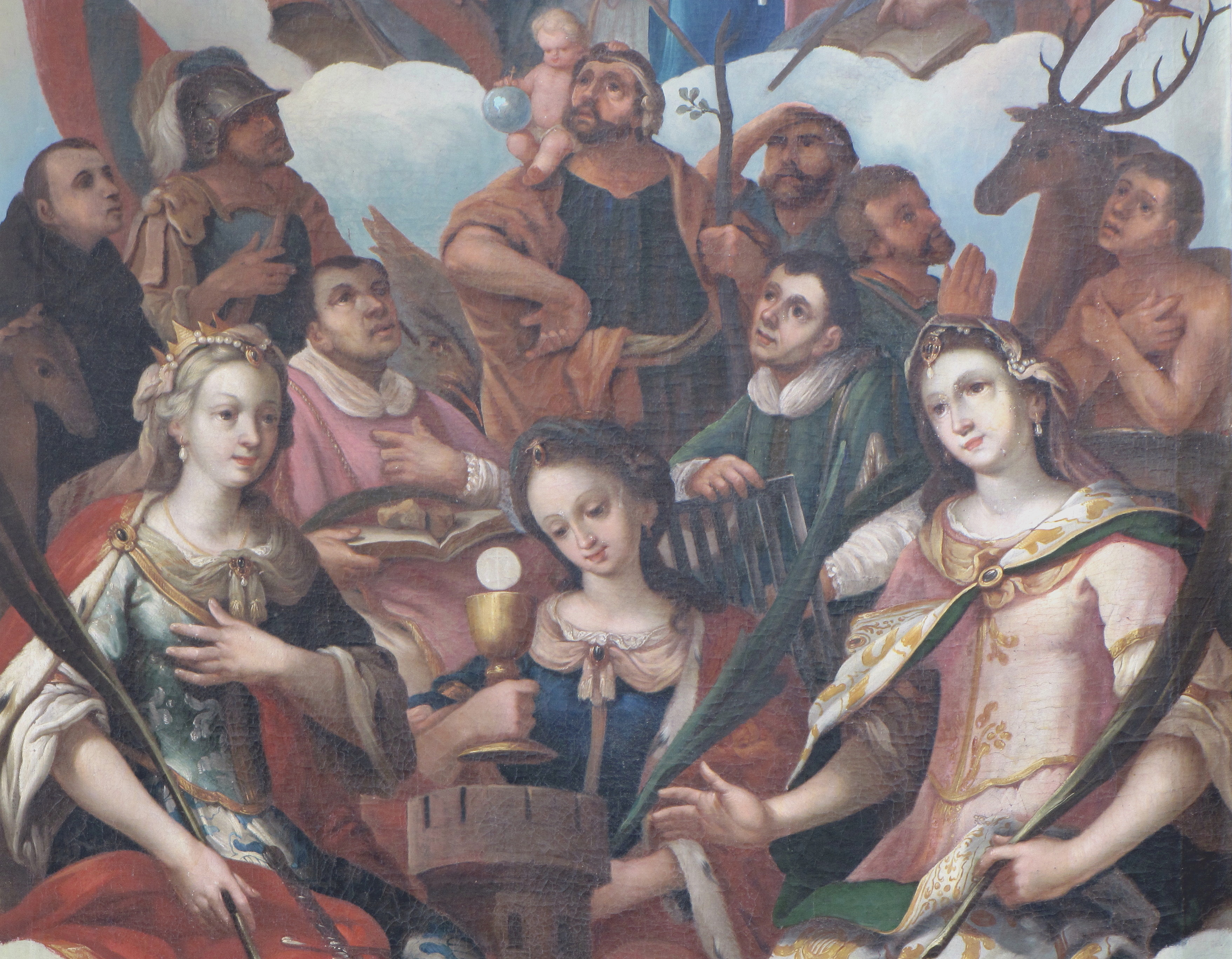
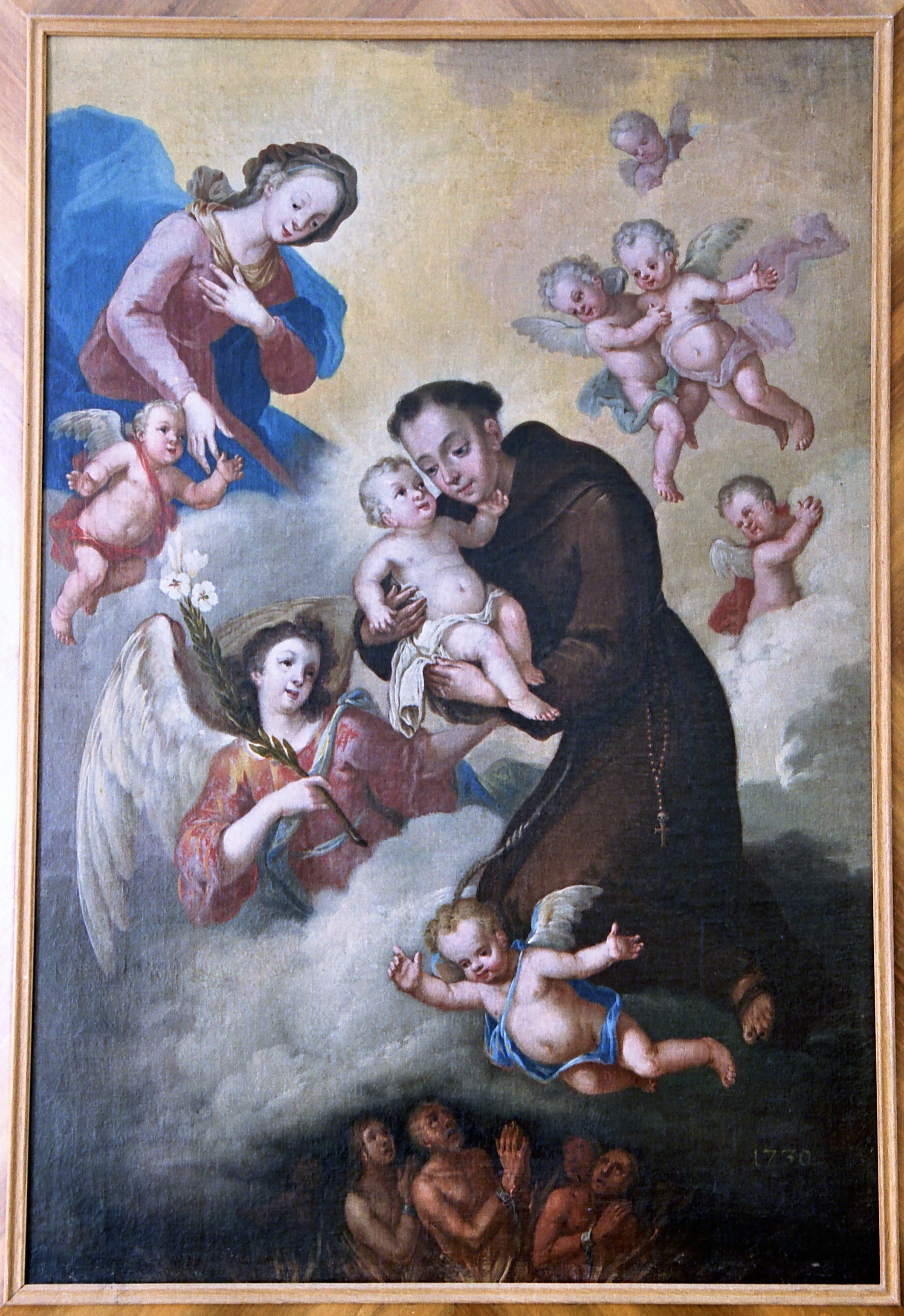
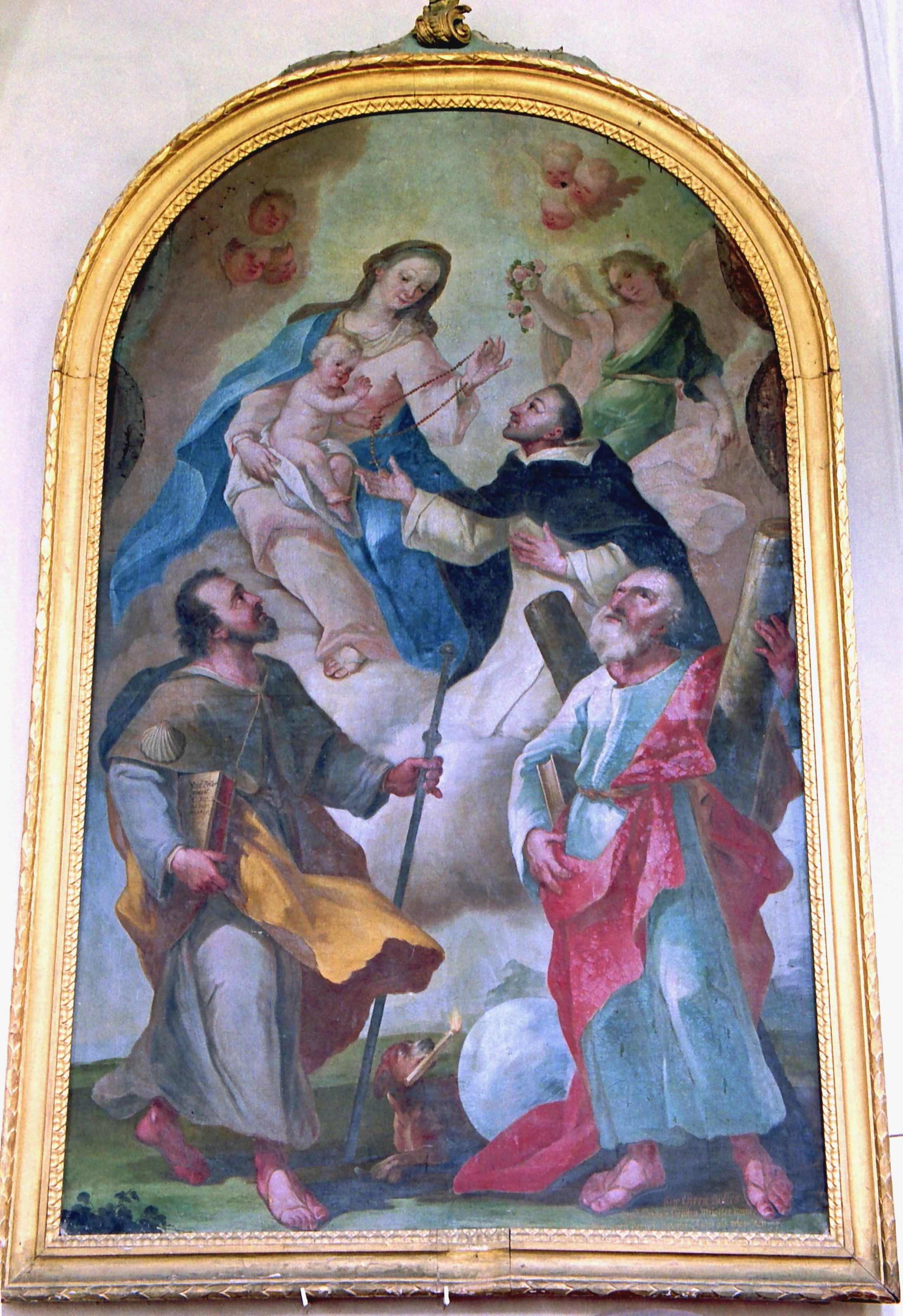
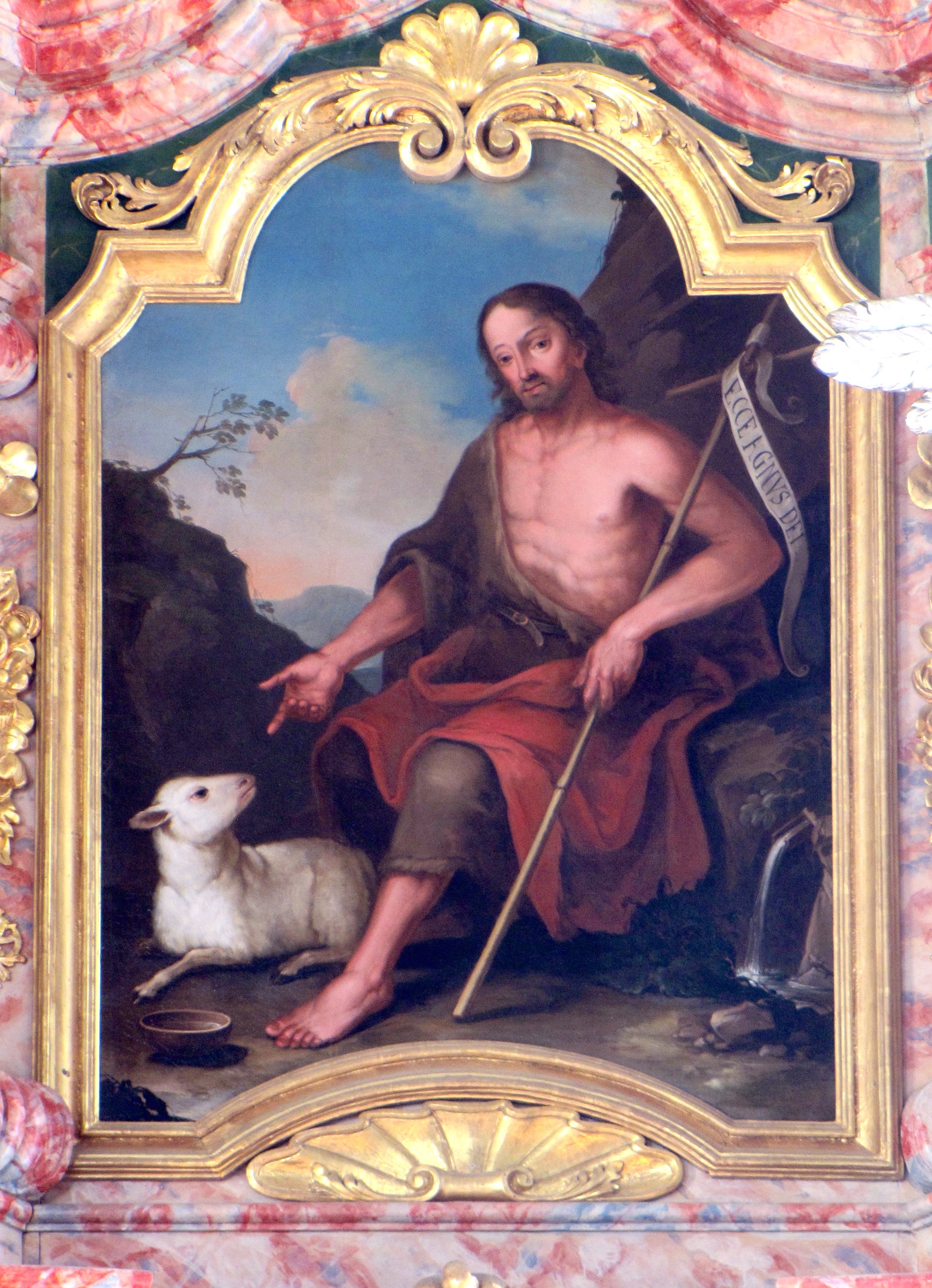